# Anselmo Moreno
Anselmo Moreno (nacido el 28 de junio de 1985) es un boxeador panameño que ostentó el título mundial del peso gallo de 2008 a 2014. Es el boxeador que durante más tiempo ha ostentado este título.
El estilo de boxeo de Anselmo Moreno se destaca por sus cualidades defensivas y técnicas.

## Trayectoria como boxeador profesional
| Combates          | 47 |
| Combates ganados  | 40 |
| Combates perdidos | 6  |
| Combates nulos    | 1  |

| N.º | Resultado | Registro | Rival                 |      | Asalto  | Fecha      | Localidad            |
| --- | --------- | -------- | --------------------- | ---- | ------- | ---------- | -------------------- |
| 47  | Victoria  | 40-6-1   | Walberto Ramos        | KO   | 1 (10)  | 15/10/2021 | Ciudad de Panamá     |
| 46  | Victoria  | 39-6-1   | Antonio García        | PTS  | 10      | 21/5/2021  | Ciudad de Panamá     |
| 45  | Victoria  | 38-6-1   | Luis Nino             | DQ   | 8(10)   | 27/11/2019 | Ciudad de Panamá     |
| 44  | Victoria  | 37-6-1   | Daniel Colula         | PTS  | 8       | 30/4/2019  | Ciudad de Panamá     |
| 43  | Derrota   | 36-6-1   | Julio Ceja            | KO   | 3 (12)  | 27/5/2017  | Ciudad de Panamá     |
| 42  | Derrota   | 36-5-1   | Shinsuke Yamanaka     | KOT  | 7 (12)  | 16/9/2016  | Osaka                |
| 41  | Victoria  | 36-4-1   | Suriyan Sor Rungvisai | PTS  | 12      | 1/5/2016   | Ciudad de Panamá     |
| 40  | Derrota   | 35-4-1   | Shinsuke Yamanaka     | PTS  | 12      | 22/9/2015  | Tokio                |
| 39  | Derrota   | 35-3-1   | Juan Carlos Payano    | DT   | 6 (12)  | 26/9/2014  | Mesquite             |
| 38  | Victoria  | 35-2-1   | Javier Nicolás Chacón | PTS  | 12      | 22/3/2014  | Ciudad de Panamá     |
| 37  | Victoria  | 34-2-1   | William Urina         | PTS  | 12      | 10/8/2013  | Ciudad de Panamá     |
| 36  | Derrota   | 33-2-1   | Abner Mares           | PTS  | 12      | 10/11/2012 | Los Ángeles          |
| 35  | Victoria  | 33-1-1   | David de la Mora      | KOT  | 9 (12)  | 21/4/2012  | El Paso              |
| 34  | Victoria  | 32-1-1   | Vic Darchinyan        | PTS  | 12      | 3/12/2011  | Anaheim              |
| 33  | Victoria  | 31-1-1   | Lorenzo Parra         | RET. | 8 (12)  | 17/6/2011  | Ciudad de Panamá     |
| 32  | Victoria  | 30-1-1   | Nehomar Cermeño       | PTS  | 12      | 14/8/2010  | Ciudad de Panamá     |
| 31  | Victoria  | 29-1-1   | Nehomar Cermeño       | PTS  | 12      | 27/3/2010  | La Guaira            |
| 30  | Victoria  | 28-1-1   | Fréderic Patrac       | KOT  | 11 (12) | 4/12/2009  | Agde                 |
| 29  | Victoria  | 27-1-1   | Jorge Otero           | KOT  | 6 (10)  | 9/10/2009  | Ciudad de Panamá     |
| 28  | Victoria  | 26-1-1   | Mahyar Monshipour     | PTS  | 12      | 4/7/2009   | Poitiers             |
| 27  | Victoria  | 25-1-1   | Volodymyr Sydorenko   | PTS  | 12      | 2/5/2009   | Bremen               |
| 26  | Victoria  | 24-1-1   | Rolly Matshushita     | PTS  | 12      | 30/10/2008 | Ciudad de Panamá     |
| 25  | Victoria  | 23-1-1   | Cecilio Santos        | DT   | 7 (12)  | 18/9/2008  | Ciudad de Panamá     |
| 24  | Victoria  | 22-1-1   | Volodymyr Sydorenko   | PTS  | 12      | 31/5/2008  | Dúseldorf            |
| 23  | Victoria  | 21-1-1   | Ricardo Vargas        | KOT  | 1 (10)  | 16/8/2007  | Ciudad de Panamá     |
| 22  | Victoria  | 20-1-1   | Tomás Rojas           | PTS  | 10      | 2/6/2007   | Ciudad de Panamá     |
| 21  | Victoria  | 19-1-1   | Luis Benavides        | KO   | 2 (8)   | 24/3/2007  | Ciudad de Panamá     |
| 20  | Victoria  | 18-1-1   | Néstor Hugo Paniagua  | PTS  | 10      | 3/2/2007   | Ciudad de Panamá     |
| 19  | Victoria  | 17-1-1   | Eduardo Pacheco       | KO   | 4 (10)  | 7/12/2006  | Ciudad de Panamá     |
| 18  | Victoria  | 16-1-1   | Franklin Varela       | PTS  | 10      | 2/9/2006   | Puerto Príncipe      |
| 17  | Victoria  | 15-1-1   | José de Jesús López   | KOT  | 5 (10)  | 5/8/2006   | Ciudad de Panamá     |
| 16  | Victoria  | 14-1-1   | Félix Machado         | PTS  | 10      | 5/5/2006   | Ciudad de Panamá     |
| 15  | Victoria  | 13-1-1   | Yogli Herrera         | PTS  | 10      | 21/3/2006  | Ciudad de Panamá     |
| 14  | Victoria  | 12-1-1   | Ricardo Molina        | PTS  | 10      | 20/8/2005  | Ciudad de Panamá     |
| 13  | Victoria  | 11-1-1   | Ricardo Molina        | KOT  | 9 (10)  | 28/1/2005  | San Miguelito        |
| 12  | Victoria  | 10-1-1   | Davis Arosamena       | PTS  | 6       | 13/11/2004 | Ciudad de Panamá     |
| 11  | Victoria  | 9-1-1    | Saturnino Camacho     | PTS  | 8       | 30/4/2004  | Ciudad de Panamá     |
| 10  | Victoria  | 8-1-1    | Alexander Murillo     | KOT  | 2 (4)   | 16/5/2003  | Colón                |
| 9   | Victoria  | 7-1-1    | Saturnino Camacho     | PTS  | 6       | 3/5/2003   | Ciudad de Panamá     |
| 8   | Derrota   | 6-1-1    | Ricardo Molina        | PTS  | 4       | 26/10/2002 | Santiago de Veraguas |
| 7   | Victoria  | 6-0-1    | Juvencio Caballero    | PTS  | 4       | 14/9/2002  | David                |
| 6   | Nulo      | 5-0-1    | Javier Tello          | PTS  | 4       | 3/8/2002   | Soná                 |
| 5   | Victoria  | 5-0      | Husseín Sánchez       | PTS  | 4       | 18/5/2002  | Bugaba               |
| 4   | Victoria  | 4-0      | Anel Mitre            | KOT  | 1 (4)   | 11/5/2002  | David                |
| 3   | Victoria  | 3-0      | Juvencio Caballero    | KOT  | 3 (4)   | 23/3/2002  | Penonomé             |
| 2   | Victoria  | 2-0      | Harold Arosamena      | PTS  | 4       | 16/3/2002  | Ciudad de Panamá     |
| 1   | Victoria  | 1-0      | Husseín Sánchez       | PTS  | 4       | 10/3/2002  | Boquete              |

| Notas |
| --- |
| Pierde el título mundial del peso gallo de la Asociación Mundial de Boxeo (AMB) ante Juan Carlos Payano (República Dominicana) (26 de septiembre de 2014).      |
| Retiene a los puntos el título mundial del peso gallo de la Asociación Mundial de Boxeo (AMB) ante Javier Nicolás Chacón (Argentina) (22 de marzo de 2014).     |
| Retiene a los puntos el título mundial del peso gallo de la Asociación Mundial de Boxeo (AMB) ante William Urina (Colombia) (10 de agosto de 2013).             |
| Retiene por nocaut técnico el título mundial del peso gallo de la Asociación Mundial de Boxeo (AMB) ante David de la Mora (México) (21 de abril de 2012).       |
| Retiene a los puntos el título mundial del peso gallo de la Asociación Mundial de Boxeo (AMB) ante Vic Darchinyan (Armenia) (3 de diciembre de 2011).           |
| Retiene por retirada de su rival el título mundial del peso gallo de la Asociación Mundial de Boxeo (AMB) ante Lorenzo Parra (Venezuela) (17 de junio de 2011). |
| Retiene a los puntos el título mundial del peso gallo de la Asociación Mundial de Boxeo (AMB) ante Nehomar Cermeño (Venezuela) (14 de agosto de 2010).          |
| Retiene a los puntos el título mundial del peso gallo de la Asociación Mundial de Boxeo (AMB) ante Nehomar Cermeño (Venezuela) (27 de marzo de 2010).           |
| Retiene por nocaut técnico el título mundial del peso gallo de la Asociación Mundial de Boxeo (AMB) ante Fréderic Patrac (Francia) (4 de diciembre de 2012).    |
| Retiene a los puntos el título mundial del peso gallo de la Asociación Mundial de Boxeo (AMB) ante Mahyar Monshipour (Francia) (4 de julio de 2009).            |
| Retiene a los puntos el título mundial del peso gallo de la Asociación Mundial de Boxeo (AMB) ante Volodymyr Sydorenko (Ucrania) (2 de mayo de 2009).           |
| Retiene a los puntos el título mundial del peso gallo de la Asociación Mundial de Boxeo (AMB) ante Rolly Matsushita (Filipinas) (30 de octubre de 2008).        |
| Retiene el título mundial del peso gallo de la Asociación Mundial de Boxeo (AMB) ante Cecilio Santos (México) (18 de septiembre de 2008).                       |
| Gana a los puntos el título mundial del peso gallo de la Asociación Mundial de Boxeo (AMB) ante Volodymyr Sydorenko (Ucrania) (31 de mayo de 2008).             |